# 娜塔莉亞·伯納多
娜塔莉亞·伯納多（1986年12月25日—）是一名安哥拉手球運動員，曾代表國家參加2012年倫敦奧運的女子手球比賽，並未獲得獎牌。